# Taraxacum subalpinum
Taraxacum subalpinum — вид квіткових рослин з родини айстрових (Asteraceae). Вид зростає в Європі: Чехія, Данія, Німеччина, Польща, Швеція; це багаторічна рослина помірних біомів.